# 81-я дальняя бомбардировочная авиационная дивизия

Командир дивизии М. В. Водопьянов.

Командир дивизии А. Е. Голованов.

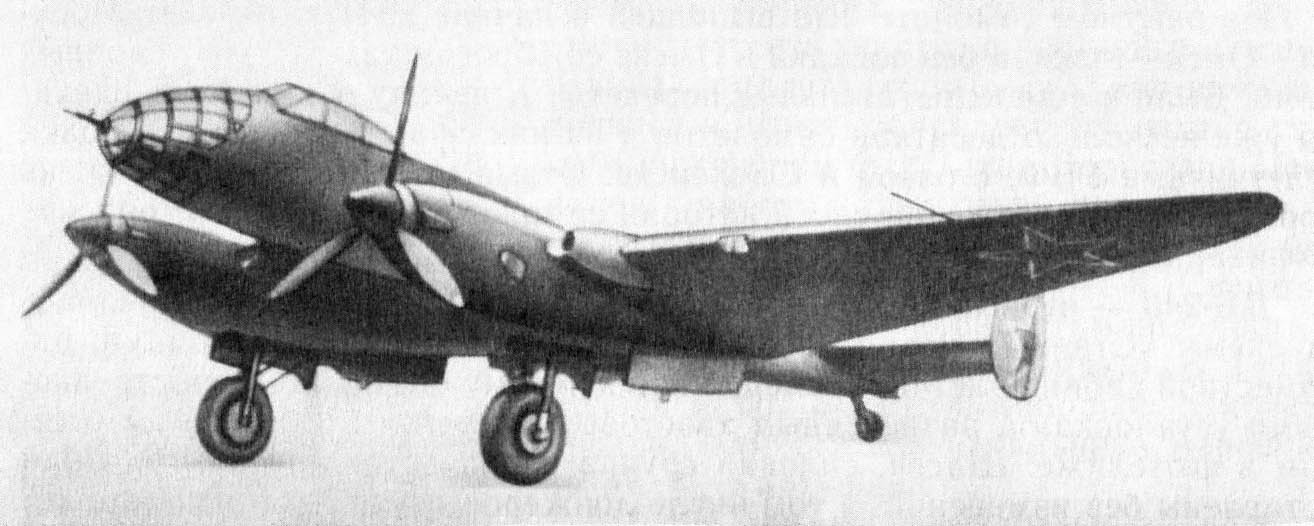
Ер-2. Самолёт 420-го и 421-го полков.

81-я дальняя бомбардировочная авиационная дивизия (81 дбад) — авиационное соединение (авиационная дивизия) дальней бомбардировочной авиации Военно-Воздушных сил (ВВС) РККА Вооружённых Сил Союза ССР, принимавшее участие в боевых действиях Великой Отечественной войны.
В различных источниках встречается наименование формирования — 81-я авиационная дивизия дальнего действия (81 адДД), 81-я авиадивизия, 81-я бомбардировочная авиационная дивизия, 81-я авиационная дивизия.

## История и боевой путь дивизии

### Именование дивизии
- 81-я авиационная дивизия дальнего действия[1];
- 81-я бомбардировочная авиационная дивизия;
- 81-я дальняя бомбардировочная авиационная дивизия;
- 3-я авиационная дивизия дальнего действия;
- 1-я гвардейская авиационная дивизия дальнего действия[3];
- 1-я гвардейская авиационная Орловская дивизия дальнего действия;
- 11-я гвардейская бомбардировочная авиационная Орловская дивизия;
- 11-я гвардейская бомбардировочная авиационная Орловская Краснознамённая дивизия;
- 11-я гвардейская бомбардировочная авиационная Орловско-Берлинская Краснознамённая дивизия;
- 11-я гвардейская тяжёлая бомбардировочная авиационная Орловско-Берлинская Краснознамённая дивизия;
- 25-я ракетная дивизия (01.04.1959 г.)[4];
- 23-я гвардейская ракетная Орловско-Берлинская Краснознамённая дивизия[4];
- Войсковая часть № 21201[4].

### Формирование дивизии
Дивизия формировалась в соответствии с Постановлением ГКО СССР № 143сс от 14.07.1941 г. на основании Приказа НКО СССР № 0052 от 15 июля 1941 года на базе 412-го тяжёлого бомбардировочного авиационного полка. Командиром дивизии с 15 июля 1941 года назначен комбриг М. В. Водопьянов. Согласно приказу 81-я авиационная дивизия дальнего действия формировалась на самолётах ТБ-7 в составе:
- управление 81-й авиационной дивизии по штату № 015/140,
- 432-й авиационный полк ТБ-7 по штату № 015/141,
- 433-й авиационный полк ТБ-7 по штату № 015/141.

В составе каждого авиаполка было приказано иметь по пяти эскадрилий ТБ-7 (в составе трёх кораблей каждая), одну эскадрилью истребителей охраны типа Як-1 или ЛаГГ-3 в составе 10 самолётов и батальон аэродромного обслуживания.
Дивизия окончательно сформирована к 9 августа 1941 года в составе нескольких полков:
- 420-й дальнебомбардировочный авиационный полк (Ер-2, аэродром Кратово, аэродром Киржач);
- 421-й дальнебомбардировочный авиационный полк (Ер-2, аэродром Ундол);
- 432-й дальнебомбардировочный авиационный полк (ТБ-7, аэродром Ковров, аэродром Монино);
- 433-й дальнебомбардировочный авиационный полк (резервный полк, формируется по факту получения материальной части, аэродром Монино).

После формирования дивизии её полки участвовали в бомбардировках объектов противника в глубоком тылу, в том числе нанесли первый удар по Берлину.
За личное участие в бомбардировочном полёте на район Берлина в ночь на 11 сентября 1941 года Верховным Главнокомандующим, Народным комиссаром обороны СССР И. Сталиным была объявлена благодарность комбригу Водопьянову, командирам кораблей: Курбану А. А., Угрюмову М. М., Панфилову А. И., Видному В. Д., Кубышко В. А. и всему личному составу экипажей. И тогда же за большие потери в этом налёте (из 14 стартовавших самолётов до цели дошли только 7, погибли и пропали без вести 7 машин) командир дивизии комбриг Водопьянов М. В. Приказом НКО СССР № 0071, от 17 августа 1941 года, был снят с должности и продолжал воевать в должности командира ТБ-7 сначала в 432-м дальнем бомбардировочном авиационном полку, затем после его переименования — в 746-м авиационном полку дальнего действия. Тем же приказом подполковнику А. Е. Голованову присвоено звание полковник и он назначен командиром дивизии. Также от должности отстранён начальник штаба дивизии полковник Лышенко, а на его место назначен подполковник Ильин Н. И..
Сама дивизия согласно данному приказу должна была пополнится самолётами ТБ-7 с моторами АМ-35 и АМ-35А, самолётами Ер-2 с моторами АМ-37 и самолётами ДБ-3 с дополнительными баками. Предполагалось дальнейшее использование дивизии для систематических ударов по военным объектам глубокого тыла противника.
С середины сентября 1941 года после 3-х недельной подготовки лётного состава к боевым действиям части дивизии приступили к боевым вылетам по глубоким тылам противника. Бомбёжка глубоких немецких тылов, таких, как Берлин, Кёнигсберг, Данциг, Плоешти.
В сентябре в состав дивизии передаётся 212-й дальнебомбардировочный авиационный полк. В октябре 1941 года полки дивизии наносят удары по скоплениям войск, переправам и мостам, железнодорожным узлам в Подмосковье, под Рославлем, в районе Новгород-Северского, по наземным войскам в районах Юхнова, Дракина, Чипилева, Заказного, Мосальска, железнодорожным узлам Смоленска и Рославля, переправам на реке Изверя, по аэродромам противника в районах Смоленска, Бобруйска, Могилёва, железнодорожному и автомобильному мостам через Волгу у Калинина. В конце октября дивизия уничтожала вражеские войска в районах Орла и Гжатска, Калуги и Можайска.
Ночью 29 октября дивизия бомбила Берлин, войска и технику противника в районах Орла, Калуги, Волоколамска и Гжатска, 30 октября бомбила войска и технику противника в районах Орла и Калуги, аэродром в Орле, а 31 октября дивизия уничтожала войска и технику противника в районе Можайска и Малоярославца.
В ноябре дивизия продолжала бомбардировки войск и техники противника на дорогах Лотошино — Воробьево, Фроловск, Раменье, Ярополец, а ночью бомбила военно-промышленные объекты в Риге и Данциге, Кёнигсберге, Витебске, Ржеве.
Приказом НКО № 00115 от 3 декабря 1941 года из 81-й авиационной дивизии дальнего действия сформирована 3-я авиационная дивизия дальнего действия. Полки дивизии переформированы с получением новых наименований. В соответствии с приказом и во исполнение постановления Государственного Комитета Обороны № ГКО-977с предполагалось сформировать к 5 декабря 1941 года 3-ю авиационную дивизию дальнего действия с дислокацией дивизии в Монино. На формирование дивизии обращалась 81-я авиационная дивизия в составе Управления дивизии, 432-го, 420-го, 212-го и 421-го авиационных полков. Дивизия передавалась в непосредственное подчинение Ставки Верховного Главнокомандования.

### В действующей армии
В составе действующей армии дивизия находилась с 10 августа 1941 года по 3 декабря 1941 года.

### Командир дивизии
| Звание                           | Имя                            | Период                                       | Примечание |
| -------------------------------- | ------------------------------ | -------------------------------------------- | ---------- |
| Комбриг                          | Михаил Васильевич Водопьянов   | 15 июля 1941 года — 17 августа 1941 года     |            |
| Полковник, Генерал-майор авиации | Голованов Александр Евгеньевич | с 17 августа 1941 года — 3 декабря 1941 года |            |

### В составе объединений
| Дата          | Формирование                   |
| ------------- | ------------------------------ |
| 15.07.1941 г. | Дальнебомбардировочная авиация |
| 03.12.1941 г. | Дальнебомбардировочная авиация |

## Части и отдельные подразделения дивизии
За весь период своего существования боевой состав дивизии оставался постоянным:
| Период                     | Наименование                                  | Вооружение                                  |
| -------------------------- | --------------------------------------------- | ------------------------------------------- |
| 15.07.1941 — 03.12.1941 г. | 432-й дальнебомбардировочный авиационный полк | ТБ-7, переформирован в 746 апдд             |
| 15.07.1941 — 03.12.1941 г. | 433-й дальнебомбардировочный авиационный полк | ТБ-7, переформирован в 433-й резервный апдд |
| 05.08.1941 — 03.12.1941 г. | 22-й дальнебомбардировочный авиационный полк  | ТБ-3 и ДБ-3                                 |
| 09.08.1941 — 03.12.1941 г. | 420-й дальнебомбардировочный авиационный полк | Ер-2, переформирован в 748 апдд             |
| 09.08.1941 — 03.12.1941 г. | 421-й дальнебомбардировочный авиационный полк | Ер-2, ПС-84, переформирован в 747 апдд      |
| 15.08.1941 — 03.12.1941 г. | 212-й дальнебомбардировочный авиационный полк | Ил-4, расформирован                         |
| 16.09.1941 — 03.12.1941 г. | 40-й авиационный полк разведчиков ГК КА       | Пе-2 и Пе-3, передан в 6 иак ПВО            |

## Отличившиеся воины дивизии
- Лахонин Вениамин Иванович, лейтенант, штурман эскадрильи 22-го дальнего бомбардировочного авиационного полка 81-й дальней бомбардировочной авиационной дивизии Указом Президиума Верховного Совета СССР от 16 сентября 1941 года удостоен звания Герой Советского Союза. Золотая Звезда № 516.
- Молодчий Александр Игнатьевич, младший лейтенант, заместитель командира эскадрильи 420-го дальнего бомбардировочного авиационного полка 81-й дальней бомбардировочной авиационной дивизии Указом Президиума Верховного Совета СССР от 22 октября 1941 года удостоен звания Герой Советского Союза. Золотая Звезда № 546.
- Тихонов, Василий Гаврилович, капитан, командир эскадрильи 22-го дальнебомбардировочного авиационного полка 81-й дальней бомбардировочной авиационной дивизии Указом Президиума Верховного Совета СССР от 16 сентября 1941 года удостоен звания Герой Советского Союза. Золотая Звезда № 515.

## Базирование
| Период            | Аэродром                   |
| ----------------- | -------------------------- |
| 08.1941 — 12.1941 | Монино, Московская область |

| Самолёт ТБ-7 (Пе-8) на аэродроме в Кратово | Самолёт Ил-4, состоящий на вооружении полков дивизии. |